# Парагвай на літніх Олімпійських іграх 1988
Парагвай брав участь у Літніх Олімпійських іграх 1988 року у Сеулі (Корея) уп'яту за свою історію, але не завоював жодної медалі.